# 圣道明堂 (旧金山)

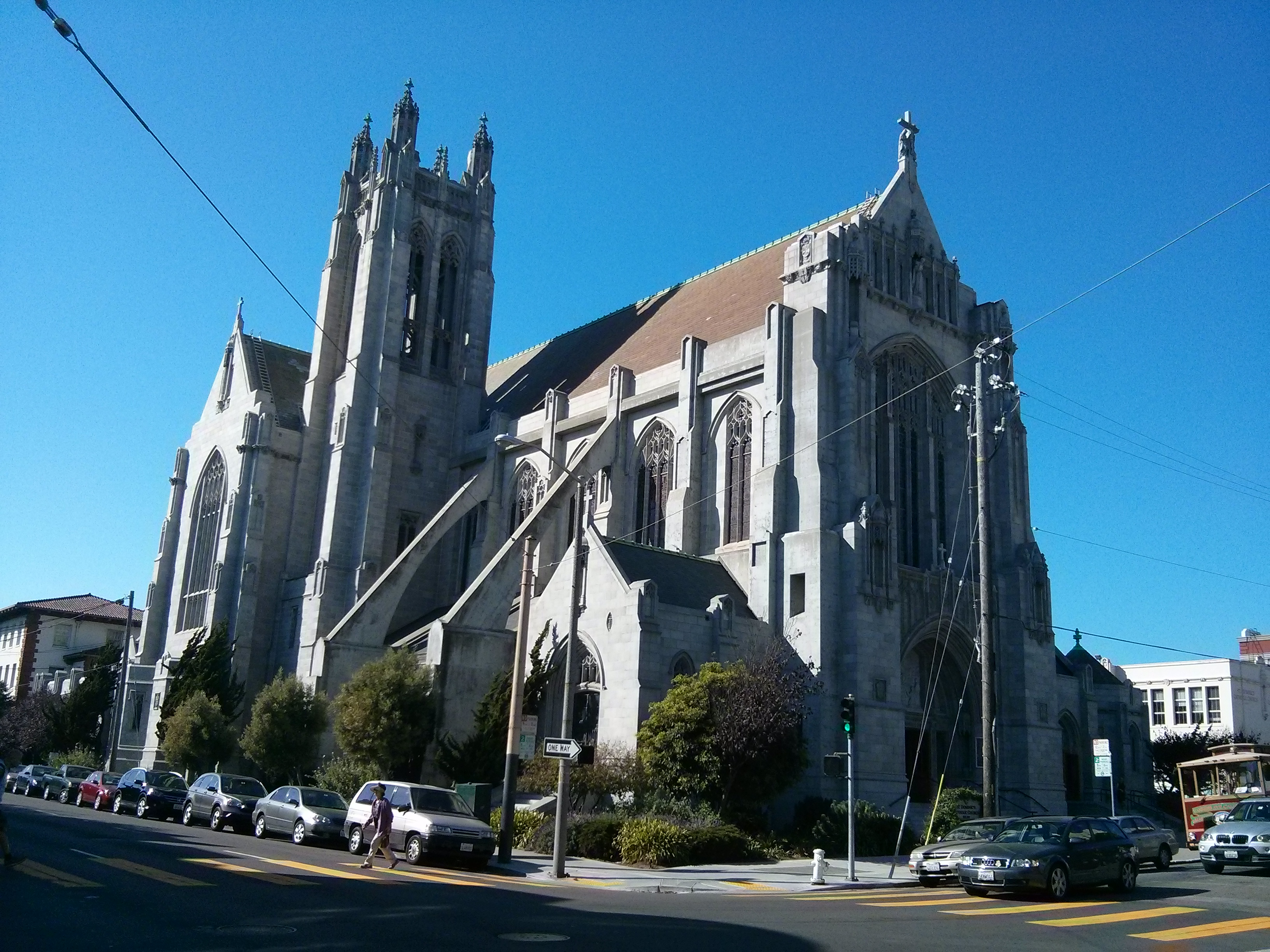

圣道明堂（St. Dominic's Church）是一座罗马天主教教堂，位于美国加州旧金山的Western Addition区，Bush 街2390号 (at Steiner St.)。该堂由道明会创建于1873年，目前的教堂建于1928年，哥特复兴建筑风格。该堂不仅教友人数众多，而且其青年小组在整个天主教旧金山总教区是最活跃的之一。